# Херц-Зоммер, Алиса
Алиса Херц-Зоммер (англ. Alice Herz-Sommer; 26 ноября 1903, Прага — 23 февраля 2014, Лондон) — чехословацкая и израильская пианистка, музыкальный педагог, мемуарист.

## Биография
Алиса Херц (в замужестве Зоммер) и её сестра-близнец Марианна родились в Праге в семье торговца Фридриха Херца (1853—?) и его жены Софии Шульц (1868—1942). Училась игре на фортепиано у своей старшей сестры Ирмы (1892—1969), а позже у Вацлава Штепана и в Немецкой академии музыки и театра в Праге у Конрада Анзорге. В 1931 году вышла замуж за предпринимателя Леопольда Зоммера (1905—1944), который также был музыкантом-любителем. Их единственный сын Рафаэл Зоммер (1937—2001) стал виолончелистом.
В июле 1943 года вместе с мужем и сыном как еврейка была интернирована в концентрационный лагерь Терезиенштадт (откуда её муж был отправлен в Освенцим и погиб в Дахау). Её родители были интернированы ранее и также погибли. После освобождения Терезиенштадта советскими войсками Алиса Херц-Зоммер вернулась в Прагу, а в 1949 году поселилась в Израиле, где преподавала в Академии музыки и танца имени Рубина в Иерусалиме. С 1986 года жила в Лондоне.
В 2012 году Каролайн Стоссингер (англ. Caroline Stoessinger) на основе бесед с Алисой Херц-Зоммер опубликовала книгу «A Century of Wisdom: Lessons From the Life of Alice Herz-Sommer — the World’s Oldest Living Holocast Survivor», впоследствии переизданную в 26 странах. Она также стала героиней книги «Пианино Алисы» (Melissa Müller, Reinhard Piechocki «Ein Garten Eden inmitten der Hölle», на немецком языке, 2006) и документального фильма «Леди в номере шесть» режиссёра Малькольма Кларка, получившего «Оскар» в 2014 году .
Её сестра Ирма с 1914 года была замужем за философом и публицистом Феликсом Вельчем.
Алиса Херц-Зоммер скончалась 23 февраля 2014 года в возрасте 110 лет в больнице в Лондоне.Она считалась самой пожилой узницей Холокоста.

## Дискография
- Alice Herz-Sommer spielt Bach, Beethoven, Schubert, Chopin, Smetana, Debussy. Записи 1960-х (Шопен) и 1986—1995 годов. AHS Records, 2006[12].
- Alice Sommer Herz — Everything is a Present. DVD. Naxos Deutschland GmbH, 2010.
- Alice Herz-Sommer spielt Schubert. Записи израильского радио (1983). AHS Records, 2013[13].